# Mingkou (köpinghuvudort i Kina, Jiangxi Sheng, lat 28,92, long 117,43)
Mingkou är en köpinghuvudort i Kina. Den ligger i provinsen Jiangxi, i den sydöstra delen av landet, omkring 150 kilometer öster om provinshuvudstaden Nanchang. Antalet invånare är 24 022. Befolkningen består av 11 650 kvinnor och 12 372 män. Barn under 15 år utgör 25,0 %, vuxna 15-64 år 67 %, och äldre över 65 år 6,0 %.
Runt Mingkou är det ganska tätbefolkat, med 144 invånare per kvadratkilometer. Närmaste större samhälle är Zhongbu, 15,3 km sydväst om Mingkou. I omgivningarna runt Mingkou växer i huvudsak blandskog.
Genomsnittlig årsnederbörd är 2 653 millimeter. Den regnigaste månaden är juni, med i genomsnitt 449 mm nederbörd, och den torraste är oktober, med 41 mm nederbörd.